# Весы (журнал)
«Весы́» — научно-литературный и критико-библиографический ежемесячный журнал, выходивший в Москве в книгоиздательстве «Скорпион» с января 1904 по декабрь 1909 года включительно. Основной орган русского символизма.
Редактором-издателем его бессменно был меценат С. А. Поляков, но фактическим руководителем журнала был Валерий Брюсов, особенно в первые годы его издания. Главными сотрудниками с самого начала являлись: Андрей Белый, В. Иванов, К. Бальмонт, В. Розанов, Макс. Волошин, Д. Мережковский, Н. Минский, Ф. Сологуб, А. Блок, позднее Зинаида Гиппиус и она же под псевдонимом Антона Крайнего в качестве критика, М. Кузмин, Эллис и др. Кроме того сотрудничали: Н. Гумилёв, Ю. Балтрушайтис, Ю. Верховский, С. Городецкий, Б. Садовской, И. Рукавишников, Е. Тарасов, В. Мейерхольд, С. Соловьёв и многие другие, не считая иностранных сотрудников (например, француз Рене Гиль).
Редакция размещалась на 6-м этаже только что построенного отеля «Метрополь».
Инициаторы «ежемесячника» хотели создать в России чисто критический журнал по образцу западных изданий такого рода («Athenaeum», «Mercure de France», «Literarisches Echo»), но с конца 1905 года в нём начали помещать беллетристику, и таким образом он превратился в журнал обычного в России типа. Идейно «Весы» были боевым органом символизма в его различных ответвлениях. Сама редакция определила роль журнала как некоторого «шлюза», помогающего преодолению «мертвящего влияния материализма в искусстве» и поддерживающего «неразрывную связь с областями мистики, метафизики и религии» (№ 12 за 1909, обращение «К читателю»).
По признанию самой редакции, «Весы» в лице своих сотрудников совмещали «крайний эстетизм» раннего Бальмонта, «индивидуалистические созерцания» Брюсова, «универсальный дионисизм» Вяч. Иванова, «подчёркнутый мистицизм» З. Гиппиус, «романтические стремления» Блока, «синтетическое ницшеанство» Андрея Белого и «крайний бодлеризм» Эллиса. Если присоединить сюда мистику пола В. Розанова и религию Мережковского, то физиономия журнала определяется вполне.
«Весы» выступали с попытками критики марксизма (статья Корнея Чуковского «Циферблат г. Бельтова», № 2 за 1906). Как орган художественных и религиозных исканий «Весы» имели своих предшественников («Северный вестник», «Мир искусства», «Новый путь») и преемников («Золотое руно», «Аполлон») и являются богатейшим источником для изучения этих исканий благодаря целому ряду основных и боевых статей виднейших представителей различных течений символизма в пору высшего его расцвета, и обширной библиографии по всем литературам.